# Liste des restes humains découverts dans la caune de l'Arago

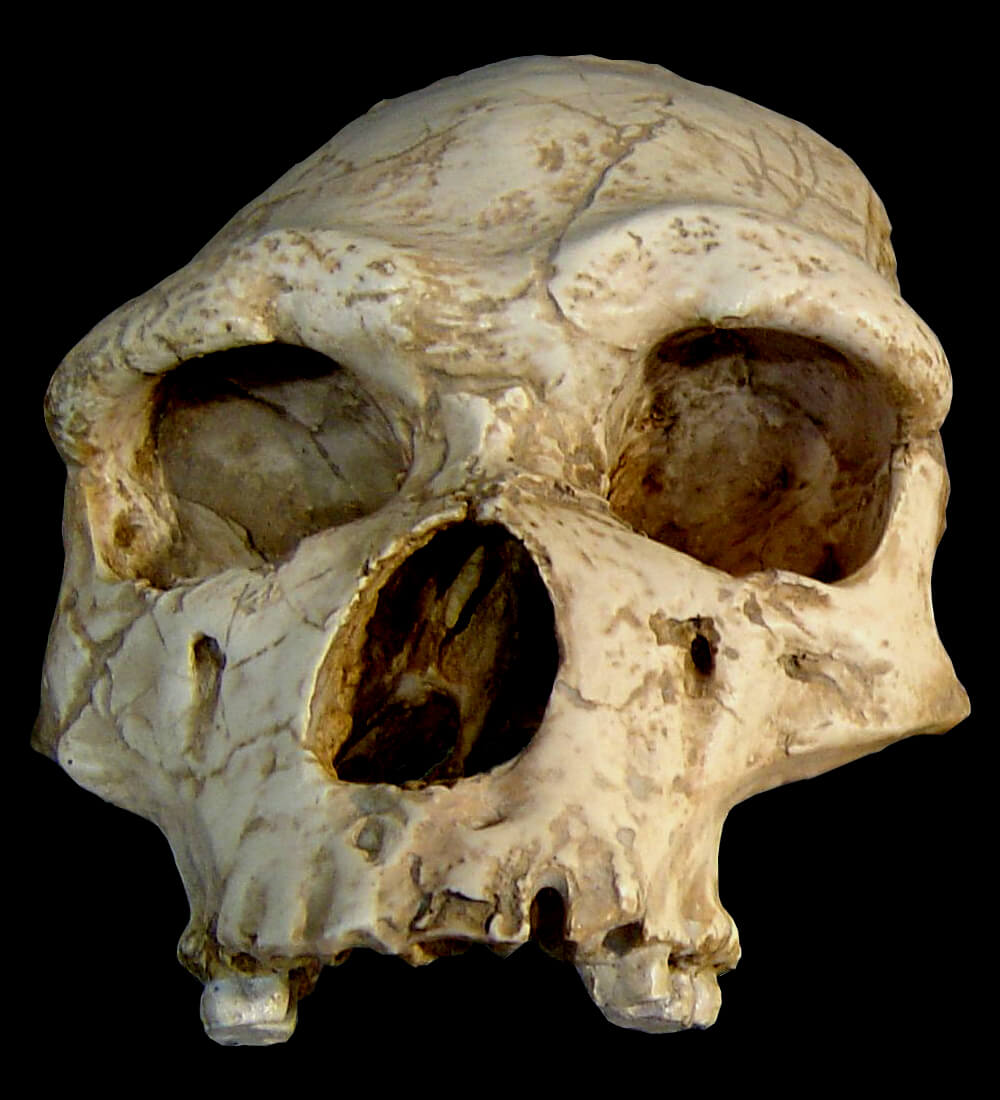
Arago 21.

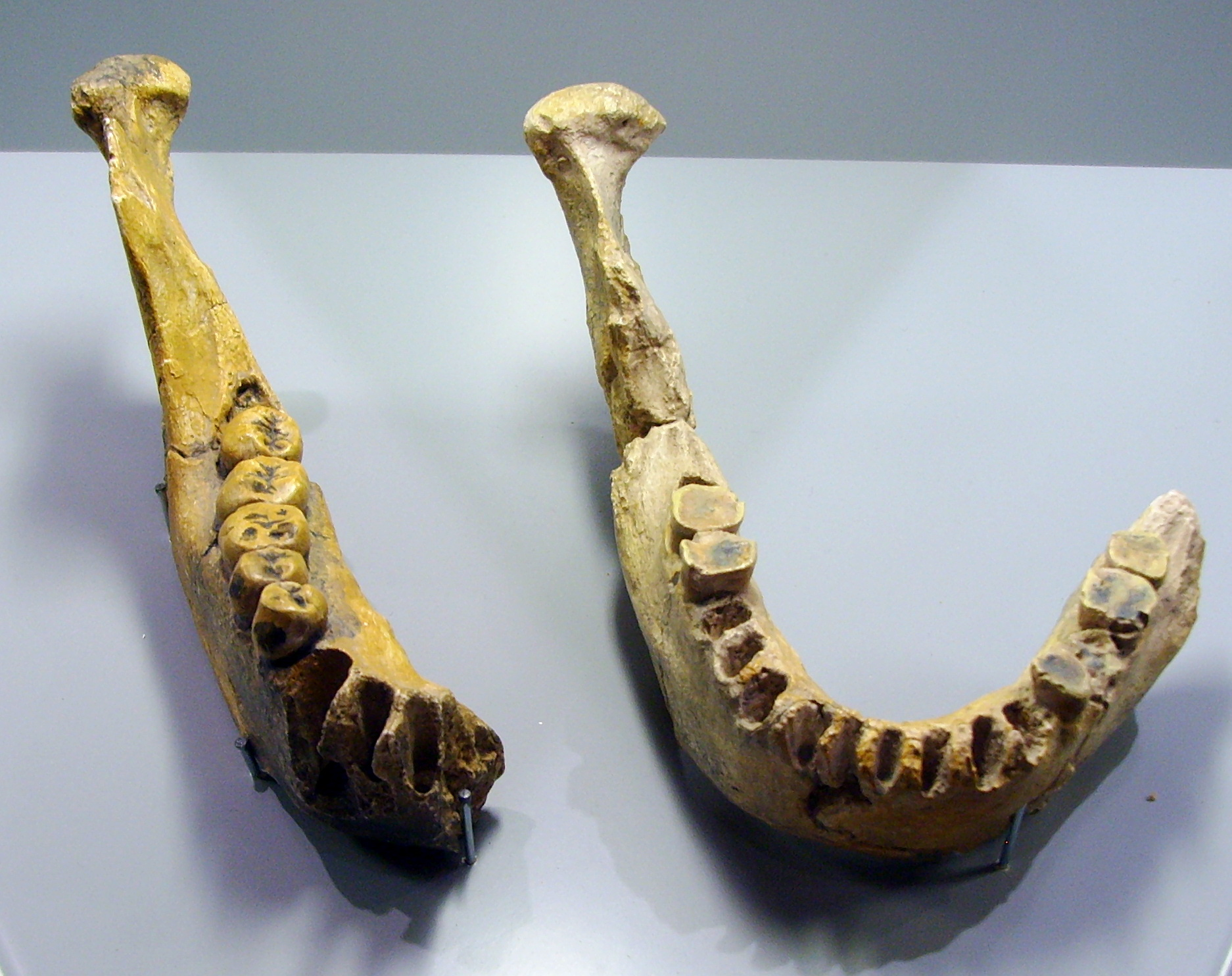
Les mandibules Arago 13 (à gauche) et Arago 2.

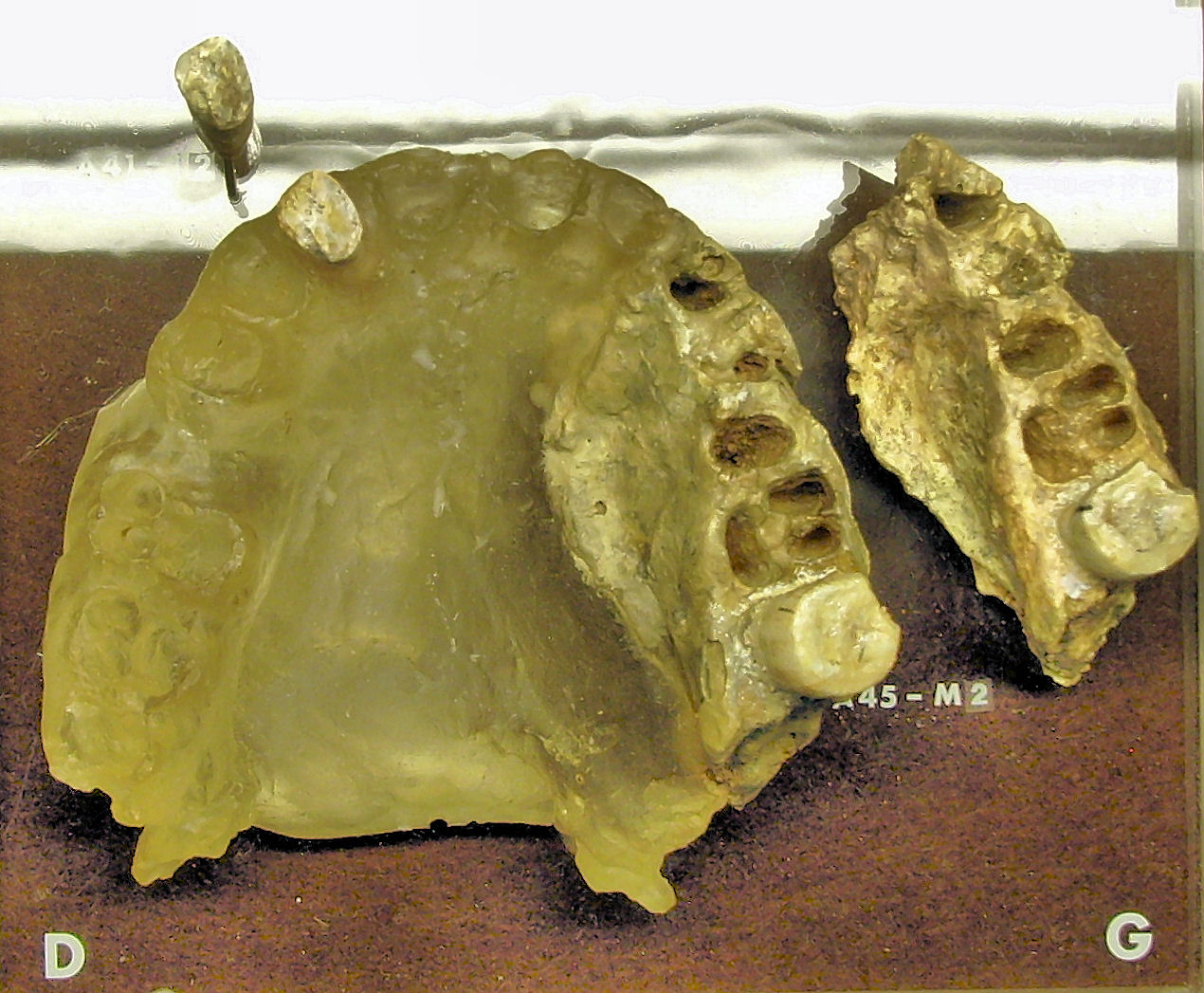
Fragment de maxillaire Arago 45 et reconstitution du palais de l'Homme de Tautavel à partir de ce fragment.

La liste des restes humains découverts dans la caune de l'Arago dresse l'inventaire des 151 fossiles humains découverts à ce jour dans la caune de l'Arago, à Tautavel, dans les Pyrénées-Orientales, depuis avril 1964. 
Ces restes ont reçu un nom d'inventaire composé du nom du site, Arago, et d'un numéro correspondant à l'ordre des découvertes. Ainsi, le premier reste humain découvert dans la caune de l'Arago est nommé Arago 1, le deuxième Arago 2, etc. Les numéros sont parfois notés en numération romaine.
Le plus célèbre de ces restes humains est Arago 21, constitué d'une face et d'un os frontal, et daté de 450 000 ans. Combiné avec le pariétal droit Arago 47, avec lequel il s'emboîte parfaitement, et Arago 78 et 79, il permet de reconstituer une bonne partie du crâne de l'Homme de Tautavel. Arago 151, dent isolée datée d'au moins 560 000 ans, précède Arago 21 de plus de 100 000 ans.

## Contexte
La caune de l'Arago est une grotte située à Tautavel, dans les Pyrénées-Orientales. Elle a livré, depuis le début des fouilles en 1964, 151 fossiles humains attribués à l'Homme de Tautavel. Les fossiles sont datés de 400 000 à 560 000 ans.

## Liste
| N°  | Morphologie                                                     | Date de découverte | Couche    | Carré | Notes                                                                                      |
| --- | --------------------------------------------------------------- | ------------------ | --------- | ----- | ------------------------------------------------------------------------------------------ |
| 1   | Molaire inférieure gauche lactéale                              | 1965               | ...       | ...   | ...                                                                                        |
| 2   | Mandibule gauche avec deux molaires,                            | 1969               | ...       | C14   | Probablement d'une femme de 40 à 50 ans.                                                   |
| 3A  | Fragment d'os pariétal gauche                                   | 1970               | ...       | ...   | ...                                                                                        |
| 3B  | Fragment d'os pariétal droit                                    | 1970               | ...       | ...   | ...                                                                                        |
| 4   | Phalange de main                                                | ...                | ...       | ...   | ...                                                                                        |
| 5   | Molaire inférieure gauche lactéale                              | ...                | ...       | ...   | ...                                                                                        |
| 6   | Molaire inférieure droite,                                      | ...                | ...       | ...   | ...                                                                                        |
| 7   | Prémolaire supérieure droite ,                                  | ...                | ...       | ...   | ...                                                                                        |
| 8   | Prémolaire supérieure gauche,                                   | ...                | ...       | ...   | ...                                                                                        |
| 9   | Molaire inférieure droite,                                      | ...                | ...       | ...   | ...                                                                                        |
| 10  | Molaire inférieure droite,                                      | ...                | ...       | ...   | ...                                                                                        |
| 11  | Molaire inférieure droite lactéale                              | ...                | ...       | ...   | ...                                                                                        |
| 12  | Molaire supérieure droite lactéale                              | ...                | ...       | ...   | ...                                                                                        |
| 13  | Mandibule droite avec deux molaires et une prémolaire,          | 1970 (juillet)     | Sol G     | D16   | Probablement d'un homme jeune (environ 20 ans).                                            |
| 14  | Molaire supérieure                                              | ...                | ...       | ...   | ...                                                                                        |
| 15  | ...                                                             | ...                | ...       | ...   | ...                                                                                        |
| 16  | ...                                                             | ...                | ...       | ...   | ...                                                                                        |
| 17  | Fragment d'un col de Fémur gauche                               | ...                | inter F-G | ...   | Enfant de 12 ans                                                                           |
| 18  | ...                                                             | ...                | ...       | ...   | ...                                                                                        |
| 19  | Pubis droit                                                     | ...                | ...       | ...   | ...                                                                                        |
| 20  | ...                                                             | ...                | ...       | ...   | ...                                                                                        |
| 21  | Face (y compris cinq dents) et os frontal                       | 22 juillet 1971    | sol G     | C15   | Associé à Arago 47, 78 et 79 : même individu.                                              |
| 22  | ...                                                             | ...                | ...       | ...   | ...                                                                                        |
| 23  | ...                                                             | ...                | ...       | ...   | ...                                                                                        |
| 24  | Canine inférieure                                               | ...                | ...       | ...   | ...                                                                                        |
| 25  | ...                                                             | ...                | ...       | ...   | ...                                                                                        |
| 26  | ...                                                             | ...                | ...       | ...   | ...                                                                                        |
| 27  | Dent                                                            | 1973               | ...       | ...   | ...                                                                                        |
| 28  | ...                                                             | ...                | ...       | ...   | ...                                                                                        |
| 29  | ...                                                             | ...                | ...       | ...   | ...                                                                                        |
| 30  | Incisive inférieure centrale                                    | ...                | ...       | ...   | ...                                                                                        |
| 31  | Molaire supérieure                                              | ...                | ...       | ...   | ...                                                                                        |
| 32  | ...                                                             | ...                | ...       | ...   | ...                                                                                        |
| 33  | Diaphyse de Péroné gauche                                       | 1975               | inter F-G | ...   | Enfant de 9 à 10 ans.                                                                      |
| 34  | Canine inférieure                                               | ...                | ...       | ...   | ...                                                                                        |
| 35  | ...                                                             | ...                | ...       | ...   | ...                                                                                        |
| 36  | ...                                                             | ...                | ...       | ...   | ...                                                                                        |
| 37  | ...                                                             | ...                | ...       | ...   | ...                                                                                        |
| 38  | Fragment de Fémur gauche                                        | ...                | inter F-G | ...   | Enfant de 9 à 10 ans                                                                       |
| 39  | ...                                                             | ...                | ...       | ...   | ...                                                                                        |
| 40  | ...                                                             | ...                | ...       | ...   | ...                                                                                        |
| 41  | ...                                                             | ...                | ...       | ...   | ...                                                                                        |
| 42  | Phalangette                                                     | ...                | inter F-G | ...   | ...                                                                                        |
| 43  | 2e métatarsien, pied gauche                                     | ...                | Sol G     | ...   | ...                                                                                        |
| 44  | Os iliaque gauche                                               | 1978               | Sol G     | D17   | Cette découverte montre que l'individu à qui cet os appartient est bipède.                 |
| 45  | Maxillaire gauche                                               | 1979               | Sol G     | D17   | ...                                                                                        |
| 46  | ...                                                             | ...                | ...       | ...   | ...                                                                                        |
| 47  | Pariétal droit                                                  | Juillet 1979       | Sol G     | E17   | Associé à Arago 21, 78 et 79 : même individu.                                              |
| 48  | Diaphyse supérieure et col de Fémur droit                       | ...                | Sol G     | ...   | ...                                                                                        |
| 49  | Diaphyse supérieure de Péroné gauche                            | ...                | inter F-G | ...   | ...                                                                                        |
| 50  | ...                                                             | ...                | ...       | ...   | ...                                                                                        |
| 51  | Fémur gauche                                                    | 1980               | Sol G     | ...   | Adulte robuste masculin                                                                    |
| 52  | Péroné gauche                                                   | ...                | Sol G     | ...   | Associé à Arago 56                                                                         |
| 53  | Fragment de Fémur droit                                         | ...                | Sol G     | ...   | ...                                                                                        |
| 54  | Dent                                                            | 1981               | ...       | ...   | ...                                                                                        |
| 55  | ...                                                             | ...                | ...       | ...   | ...                                                                                        |
| 56  | Péroné gauche                                                   | ...                | Sol G     | ...   | Associé à Arago 52                                                                         |
| 57  | Diaphyse supérieure et col de Fémur gauche                      | ...                | Sol G     | ...   | ...                                                                                        |
| 58  | ...                                                             | ...                | ...       | ...   | ...                                                                                        |
| 59  | ...                                                             | ...                | ...       | ...   | ...                                                                                        |
| 60  | ...                                                             | ...                | ...       | ...   | ...                                                                                        |
| 61  | Incisive supérieure                                             | ...                | ...       | ...   | ...                                                                                        |
| 62  | ...                                                             | ...                | ...       | ...   | ...                                                                                        |
| 63  | Clavicule droite                                                | ...                | Sol G     | ...   | ...                                                                                        |
| 64  | Humérus droit                                                   | ...                | Sol G     | ...   | ...                                                                                        |
| 65  | ...                                                             | ...                | ...       | ...   | ...                                                                                        |
| 66  | ...                                                             | ...                | ...       | ...   | ...                                                                                        |
| 67  | Humérus droit                                                   | ...                | Sol G     | ...   | ...                                                                                        |
| 68  | ...                                                             | ...                | ...       | ...   | ...                                                                                        |
| 69  | ...                                                             | ...                | ...       | ...   | ...                                                                                        |
| 70  | ...                                                             | ...                | ...       | ...   | ...                                                                                        |
| 71  | ...                                                             | ...                | ...       | ...   | ...                                                                                        |
| 72  | ...                                                             | ...                | ...       | ...   | ...                                                                                        |
| 73  | Fragment d'astragale droit                                      | ...                | Sol E     | ...   | Adolescent                                                                                 |
| 74  | ...                                                             | ...                | ...       | ...   | ...                                                                                        |
| 75  | ...                                                             | ...                | ...       | ...   | ...                                                                                        |
| 76  | ...                                                             | ...                | ...       | ...   | ...                                                                                        |
| 77  | ...                                                             | ...                | ...       | ...   | ...                                                                                        |
| 78  | Fragment d'os occipital                                         | ...                | ...       | ...   | Associé à Arago 21, 47 et 79 : même individu.                                              |
| 79  | Fragment d'os occipital                                         | ...                | ...       | ...   | Associé à Arago 21, 47 et 78 : même individu.                                              |
| 80  | ...                                                             | ...                | ...       | ...   | ...                                                                                        |
| 81  | ...                                                             | ...                | ...       | ...   | ...                                                                                        |
| 82  | Humérus                                                         | 2000               | ...       | ...   | ...                                                                                        |
| 83  | ...                                                             | ...                | ...       | ...   | ...                                                                                        |
| 84  | ...                                                             | ...                | ...       | ...   | ...                                                                                        |
| 85  | ...                                                             | ...                | ...       | ...   | ...                                                                                        |
| 86  | ...                                                             | ...                | ...       | ...   | ...                                                                                        |
| 87  | ...                                                             | ...                | ...       | ...   | ...                                                                                        |
| 88  | ...                                                             | ...                | ...       | ...   | ...                                                                                        |
| 89  | Mandibule, avec dents                                           | 2001               | Sol G     | ...   | ...                                                                                        |
| 90  | ...                                                             | ...                | ...       | ...   | ...                                                                                        |
| 91  | ...                                                             | ...                | ...       | ...   | ...                                                                                        |
| 92  | ...                                                             | ...                | ...       | ...   | ...                                                                                        |
| 93  | ...                                                             | ...                | ...       | ...   | ...                                                                                        |
| 94  | ...                                                             | ...                | ...       | ...   | ...                                                                                        |
| 95  | Diaphyse de Tibia                                               | ...                | ...       | ...   | Connecté avec le suivant.                                                                  |

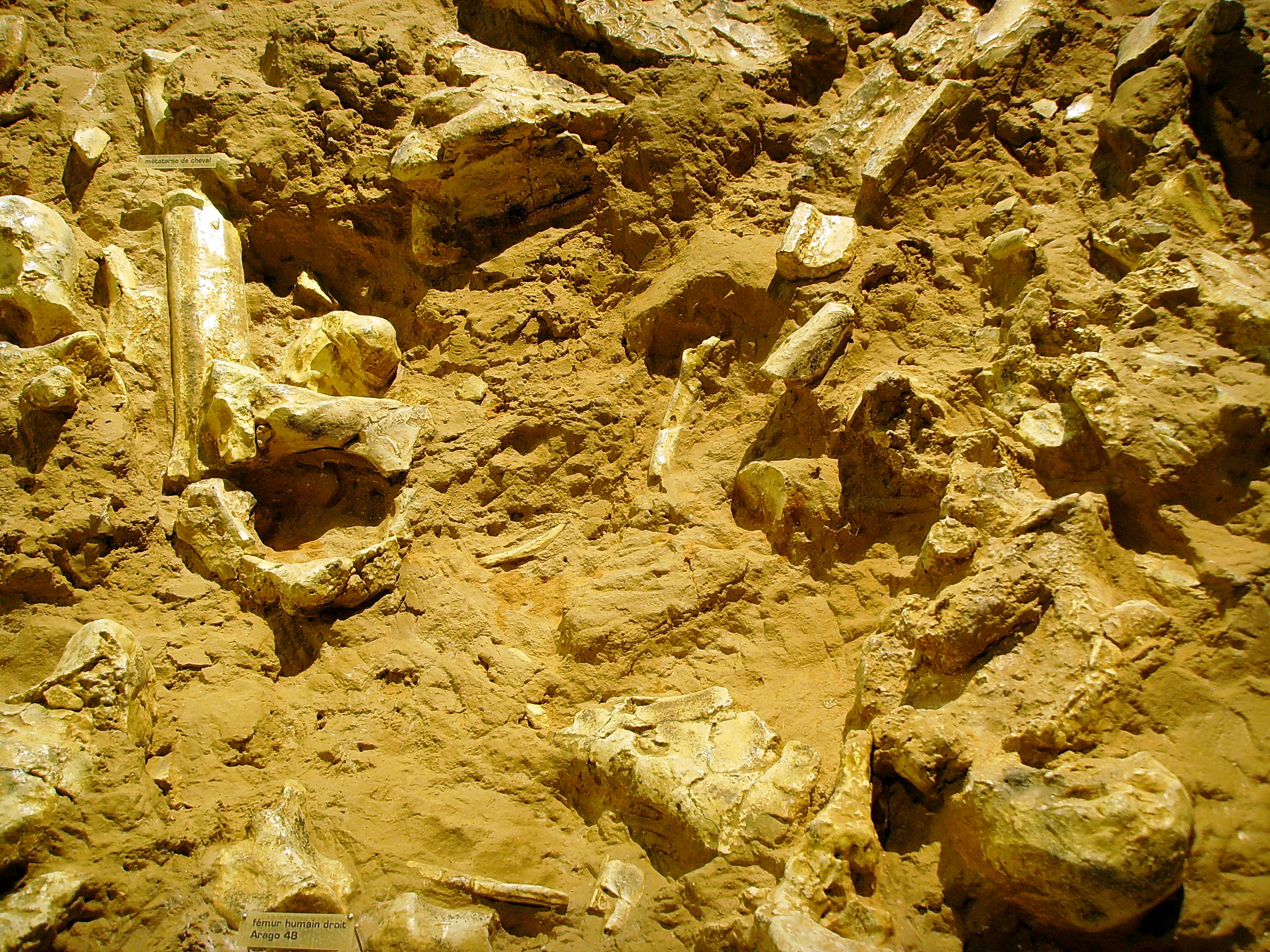
Fémur Arago 48 dans son contexte de découverte (moulage).

| 96  | Diaphyse de Tibia                                               | ...                | ...       | ...   | Connecté avec le précédent.                                                                |
| 97  | Incisive inférieure latérale                                    | ...                | ...       | ...   | ...                                                                                        |
| 98  | ...                                                             | ...                | ...       | ...   | ...                                                                                        |
| 99  | ...                                                             | ...                | ...       | ...   | ...                                                                                        |
| 100 | ...                                                             | ...                | ...       | ...   | ...                                                                                        |
| 101 | ...                                                             | ...                | ...       | ...   | ...                                                                                        |
| 102 | ...                                                             | ...                | ...       | ...   | ...                                                                                        |
| 103 | ...                                                             | ...                | ...       | ...   | ...                                                                                        |
| 104 | ...                                                             | ...                | ...       | ...   | ...                                                                                        |
| 105 | ...                                                             | ...                | ...       | ...   | ...                                                                                        |
| 106 | ...                                                             | ...                | ...       | ...   | ...                                                                                        |
| 107 | ...                                                             | ...                | ...       | ...   | ...                                                                                        |
| 108 | ...                                                             | ...                | ...       | ...   | ...                                                                                        |
| 109 | ...                                                             | ...                | ...       | ...   | ...                                                                                        |
| 110 | ...                                                             | ...                | ...       | ...   | ...                                                                                        |
| 111 | Incisive supérieure                                             | ...                | ...       | ...   | ...                                                                                        |
| 112 | ...                                                             | ...                | ...       | ...   | ...                                                                                        |
| 113 | ...                                                             | ...                | ...       | ...   | ...                                                                                        |
| 114 | ...                                                             | ...                | ...       | ...   | ...                                                                                        |
| 115 | ...                                                             | ...                | ...       | ...   | ...                                                                                        |
| 116 | Incisive inférieure gauche                                      | 2007               | Sol G     | ...   | ...                                                                                        |
| 117 | Canine inférieure gauche                                        | 2007               | Sol G     | ...   | ...                                                                                        |
| 118 | Fragment de branche montante de mandibule droite avec condyle   | 2007               | Sol G     | ...   | ...                                                                                        |
| 119 | Hémimandibule gauche                                            | 2008               | Sol G     | ...   | ...                                                                                        |
| 120 | Diaphyse de tibia                                               | 2008               | Sol G     | ...   | ...                                                                                        |
| 121 | Aile iliaque                                                    | 2008               | Sol G     | ...   | ...                                                                                        |
| 122 | Atlas (vertèbre)                                                | 2009               | Sol G     | ...   | ...                                                                                        |
| 123 | Axis (vertèbre)                                                 | 2009               | Sol G     | ...   | ...                                                                                        |
| 124 | Branche pubienne                                                | 2009               | Sol G     | ...   | ...                                                                                        |
| 125 | Péroné                                                          | 2009               | Sol G     | ...   | ...                                                                                        |
| 126 | Incisive droite supérieure                                      | 2009               | Sol G     | ...   | ...                                                                                        |
| 127 | Humérus                                                         | 2009               | Sol G     | ...   | ...                                                                                        |
| 128 | Fragment de mandibule                                           | 2012               | Sol G     | ...   | Les quatre fragments découverts en 2012 semble appartenir à la même hémimandibule droite.  |
| 129 | Fragment de mandibule                                           | 2012               | Sol G     | ...   | ...                                                                                        |
| 130 | Fragment de mandibule                                           | 2012               | Sol G     | ...   | ...                                                                                        |
| 131 | Portion mandibule comportant deux dents,                        | 2012               | Sol G     | ...   | Appartenant à un individu d'une trentaine d'années, peut-être un homme.                    |
| 132 | ...                                                             | 2013               | Sol G     | ...   | ...                                                                                        |
| 133 | ...                                                             | 2013               | Sol G     | ...   | ...                                                                                        |
| 134 | ...                                                             | 2013               | Sol G     | ...   | ...                                                                                        |
| 135 | ...                                                             | 2013               | Sol G     | ...   | ...                                                                                        |
| 136 | ...                                                             | 2013               | Sol G     | ...   | ...                                                                                        |
| 137 | ...                                                             | 2013               | Sol G     | ...   | ...                                                                                        |
| 138 | ...                                                             | 2013               | Sol G     | ...   | ...                                                                                        |
| 139 | ...                                                             | 2013               | Sol G     | ...   | ...                                                                                        |
| 140 | ...                                                             | 2013               | Sol G     | ...   | ...                                                                                        |
| 141 | Fémur presque complet, à l'exception des épiphyses (extrémités) | 2013               | Sol G     | ...   | L'individu à qui appartenait ce fémur devait peser entre 80 et 84 kg et mesurer 1,70 m.    |
| 142 | ...                                                             | 2013               | Sol G     | ...   | ...                                                                                        |
| 143 | ...                                                             | 2013               | Sol G     | ...   | ...                                                                                        |
| 144 | Péroné gauche                                                   | 2013               | Sol G     | ...   | ...                                                                                        |
| 145 | ...                                                             | 2013               | Sol G     | ...   | ...                                                                                        |
| 146 | ...                                                             | 2013               | Sol G     | ...   | ...                                                                                        |
| 147 | ...                                                             | 2013               | Sol G     | ...   | ...                                                                                        |
| 148 | Incisive inférieure                                             | 2014               | ...       | ...   | ...                                                                                        |
| 149 | Incisive centrale inférieure                                    | 2015 (27 juillet)  | ...       | ...   | Dent d'adulte. Datée de 550 000 ans, soit 100 000 ans plus ancienne que les autres restes. |
| 150 | ...                                                             | ...                | ...       | ...   | ...                                                                                        |
| 151 | Incisive supérieure de lait                                     | 2018 (23 juillet)  | ...       | ...   | Dent d'enfant âgé de cinq ans à six ans, datée de 560 000 ans.                             |
| 152 | Fragment de péroné de 6 cm                                      | 2003               | ...       | ...   | Découvert en 2003 mais identifié comme humain en 2021.                                     |